# 빠삐에 친구
《빠삐에 친구》는 최초로 프랑스 방송사와 공동제작한 미술교육 TV 애니메이션이다.
'빠삐에'는 종이를 뜻하는 프랑스어로,《빠삐에 친구》는 종이를 찢어 만든 동물 캐릭터가 나와 새로운 걸 배우고 배우고 경험한 후 친구를 돕는다는 10분의 짤막한 에피소드로 구성돼 있다. 원작자인 프랑스의 미술 교육가 밀라 보탕은 어린이 미술교육에서 가장 중요한 건 자신만의 취향과 미감을 발견하는 자유라고 거듭 강조한다.
대한민국의 EBS와 '캐릭터플랜', 프랑스의 프랑스 5(France 5)와 '문스쿱그룹'의 '프랑스 애니메이션(France Animation)'이 공동기획, 제작했다. 탄탄한 작품구성과 독창적인 스타일로 2006년도 한국문화콘텐츠진흥원 우수 파일럿과 2007년도 한국문화콘텐츠진흥원 스타프로젝트에 선정되었으며 2008년도 대한민국 애니메이션 대상대통령상을 수상한 바 있으며, 시즌1 방영 이전에 벌써 시즌 2 제작이 결정될 정도로 기획력, 작품성, 배급력 등 모든 면에서 그 탁월함을 인정받았다.
3부격인 《랄랄라 빠삐에》는 서울교육대학교 미술교육학과의 교수님들이 기획단계에서부터 함께 참여해 미술교육애니메이션 《빠삐에 친구》에서 이미 소개 된 많은 미술 커리큘럼중 아이들이 꼭 알아야 할 13가지의 기초미술 커리큘럼을 다시 선별하여 노래 안에 미술이론의 내용을 담아 작품을 시청하고 노래르 따라 부르기만 해도 기본적인 미술이론의 개념이 정립될 수 있도록 만들어진 《빠삐에 친구》만의 특화된 미술교육 싱어롱 프로그램이다.

## 줄거리
기린 아바, 토끼 리코, 곰 테오 세 친구의 신나는 모험 이야기. 날지 못하는 아기새에게 나는 법을 알려줘 무리로 돌아갈 수 있도록 도와주기도 하고, 초대받은 사막궁전으로 가다가 선물을 찾기 위해 사막 오아시스 주위에서 헤매기도 한다. 새로운 걸 배운 후 도움이 필요한 친구를 도와주거나 곤란한 상황에서 새로운 친구에게 도움을 받아 문제를 해결한다.

## 등장인물
- 아바(성우: 은영선)

상냥하고 나긋나긋한 기린. 작은 동물 친구들을 등이나 목, 머리에 태워주기도 한다.
- 리코(성우: 전숙경)

자신감 넘치고 장난기 많은 노란 토끼. 매사 적극적으로 나선다.
- 테오(성우: 홍소영)

먹을 걸 좋아하고 조금 게으르지만 친절한 곰. 트렘펄린같이 푹신한 배를 가졌다.
- 여자아이 목소리(성우: 최지예)
- 남자아이 목소리(성우: 박건태)

## 개발
- 프랑스 아동작가이자 아티스트인 밀라 보탕의 작품을 한국의 EBS와 '캐릭터플랜', 프랑스의 프랑스 5(France 5)와 '문스쿱그룹'의 '프랑스 애니메이션'이 공동기획, 제작해 2년 간의 사전준비와 3년의 제작 과정을 통해 탄생시켰다.
- 한국문화콘텐츠진흥원(KOCCA)과 프랑스 국립영상센터(CNC)로부터 제작비를 지원받았다.
- 작품의 저작권은 양국 방송사와 제작사가 공유하며, 제작비 52억 여원은 양국에서 절반씩 부담하고 모든 수익 역시 50%씩 배분한다.[3]
- 2∼5세의 영유아를 대상으로 하는 HDTV 형식의 '디지털 컷아웃 애니메이션(Digital Cut-out Animation)'으로, ‘디지털 컷아웃 애니메이션’은 종이가 가진 느낌을 컴퓨터로 섬세하게 표현하기 위해 개발된 기법이다. 이 방식은 기존의 3D 디지털기법이 갖는 차갑고 인공적인 느낌을 극복하고, 따뜻한 아날로그 정서를 담아낼 수 있다는 장점을 갖고 있다. 또한 다양하고 독특한 캐릭터들의 움직임을 효과적으로 표현해 낼 수 있다.
- 모든 캐릭터와 배경은 종이로 제작한 독특한 디자인으로 구성되었으며, 각 요소들이 부분과 조각으로 나눠져 있는 '분리-합체' 개념의 디자인이 특징이다.
- 아이들 스스로 참여하고 체험하는 '인터랙티브 애니메이션(Interactive Animation)'. 매회가 끝날 때마다 아이들은 '종이놀이 시간'을 통해 배경과 등장 캐릭터를 어떻게 만드는지 확인하면서 상상력과 창의력을 기를 수 있다. 또한 스스로 생각하게 하는 질문과 대사를 통해 아이들의 참여를 유도하는 '쌍방향 커뮤니케이션' 방식으로 구성돼있다.

## 관련 매체
- 인형뮤지컬[4]
- 키즈카페[5]
- 테마파크[6]
- 스티커 북[7]
- 모바일 앱[8]

## 방영
시즌 1은 65편, 시즌 2는 39편, 3부격인 싱어롱 프로그램 《랄라라 빠삐에》는 13편으로 구성되어 있다.

### 시즌 1
| 회차 | 방송일          | 부제                     |
| ---- | --------------- | ------------------------ |
| 1    | 2008년 6월 16일 | 날고 싶은 아기 새        |
| 2    | 2008년 6월 17일 | 친절한 북극곰            |
| 3    | 2008년 6월 18일 | 사막 궁전의 초대         |
| 4    | 2008년 6월 19일 | 아기 앵무새 돌보기       |
| 5    | 2008년 6월 20일 | 바닷가 아기 거북이       |
| 6    | 2008년 6월 23일 | 배고픈 소풍              |
| 7    | 2008년 6월 24일 | 예쁜 조개 줍기           |
| 8    | 2008년 6월 25일 | 잠꾸러기 겨울쥐          |
| 9    | 2008년 6월 26일 | 두둥실 구름잡기          |
| 10   | 2008년 6월 27일 | 테오는 양털 이발사       |
| 11   | 2008년 6월 30일 | 별난 눈사람              |
| 12   | 2008년 7월 1일  | 개미나라 공주님          |
| 13   | 2008년 7월 2일  | 샐러드 파티              |
| 14   | 2008년 7월 3일  | 망가진 무지개            |
| 15   | 2008년 7월 4일  | 특별한 크리스마스 트리   |
| 16   | 2008년 7월 7일  | 무서운 괴물 그림자       |
| 17   | 2008년 7월 8일  | 숨바꼭질 놀이            |
| 18   | 2008년 7월 9일  | 코코넛이 후둑둑          |
| 19   | 2008년 7월 10일 | 바쁜 나무늘보            |
| 20   | 2008년 7월 11일 | 빠삐에 해적단            |
| 21   | 2008년 7월 14일 | 빠삐에 극장              |
| 22   | 2008년 7월 15일 | 화성친구 뚜뚜            |
| 23   | 2008년 7월 16일 | 천둥번개의 선물          |
| 24   | 2008년 7월 17일 | 딸꾹질 뚝!               |
| 25   | 2008년 7월 18일 | 별을 갖고 싶어           |
| 26   | 2008년 7월 21일 | 우리는 친구              |
| 27   | 2008년 7월 22일 | 신나는 열기구 여행       |
| 28   | 2008년 7월 23일 | 노래를 잘하고 싶어요     |
| 29   | 2008년 7월 24일 | 누구의 깃털일까요?       |
| 30   | 2008년 7월 25일 | 찰칵! 찰칵! 사진 찍기    |
| 31   | 2008년 7월 28일 | 사라진 벌꿀을 찾아라!    |
| 32   | 2008년 7월 29일 | 한여름 밤의 무도회       |
| 33   | 2008년 7월 30일 | 슬픈 하마                |
| 34   | 2008년 7월 31일 | 솜사탕 구름              |
| 35   | 2008년 8월 1일  | 잠 못 드는 여름밤        |
| 36   | 2008년 8월 4일  | 닭이 되고 싶은 돼지      |
| 37   | 2008년 8월 5일  | 삐악삐악 아기 병아리     |
| 38   | 2008년 8월 6일  | 원숭이 친구 오예!        |
| 39   | 2008년 8월 7일  | 자두가 좋아!             |
| 40   | 2008년 8월 8일  | 배고픈 사자              |
| 41   | 2008년 8월 11일 | 사랑에 빠진 암소         |
| 42   | 2008년 8월 12일 | 우리는 화가              |
| 43   | 2008년 8월 13일 | 달리기 경주              |
| 44   | 2008년 8월 14일 | 외톨이 고슴도치 샤샤     |
| 45   | 2008년 8월 15일 | 아바는 공주님            |
| 46   | 2008년 8월 18일 | 빠삐에 음악대            |
| 47   | 2008년 8월 19일 | 고래가 미안해!           |
| 48   | 2008년 8월 20일 | 리코의 코가 막혔어요     |
| 49   | 2008년 8월 21일 | 심술쟁이 마법사          |
| 50   | 2008년 8월 22일 | 앵무새 세 마리           |
| 51   | 2008년 8월 25일 | 울지 않는 수탉           |
| 52   | 2008년 8월 26일 | 아기 늑대의 탄생         |
| 53   | 2008년 8월 27일 | 놀고 싶은 노란 뱀        |
| 54   | 2008년 8월 28일 | 흉내쟁이 원숭이          |
| 55   | 2008년 8월 29일 | 환상의 연꽃 축제         |
| 56   | 2008년 9월 1일  | 사막의 요술램프          |
| 57   | 2008년 9월 2일  | 개구리 연못 살리기       |
| 58   | 2008년 9월 3일  | 리코가 이상해요          |
| 59   | 2008년 9월 4일  | 늑대가 나타났다!         |
| 60   | 2008년 9월 5일  | 알록달록 예쁜 그림       |
| 61   | 2008년 9월 8일  | 과일을 지켜라!           |
| 62   | 2008년 9월 9일  | 바람에 날아간 무늬       |
| 63   | 2008년 9월 10일 | 펭귄에게 물어봐          |
| 64   | 2008년 9월 11일 | 지구에 온 화성친구, 뚜뚜 |
| 65   | 2008년 9월 12일 | 밀림의 왕, 테오          |
| 66   | 2009년 2월 20일 | 패션모델 카멜레온        |

### 시즌 2
| 회차 | 방송일           | 부제                      |
| ---- | ---------------- | ------------------------- |
| 1    | 2014년 2월 28일  | 하늘을 나는 꽃            |
| 2    | 2014년 3월 7일   | 새집줄게 꿀을 다오        |
| 3    | 2014년 3월 14일  | 하마야 부탁해             |
| 4    | 2014년 3월 21일  | 너의 잘못이 아니야        |
| 5    | 2014년 3월 28일  | 우리 모두 주인공          |
| 6    | 2014년 4월 4일   | 바다에 가고 싶어          |
| 7    | 2014년 4월 11일  | 안 돼! 내 당근이야        |
| 8    | 2014년 4월 18일  | 킁킁, 테오의 코는 대단해! |
| 9    | 2014년 4월 25일  | 루돌프랑 스키를 타요      |
| 10   | 2014년 5월 2일   | 이제 자렴, 아기 올빼미야  |
| 11   | 2014년 5월 9일   | 장난꾸러기 유령을 잡아라! |
| 12   | 2014년 5월 16일  | 집으로 돌아온 연어        |
| 13   | 2014년 5월 23일  | 춤추고 싶은 게            |
| 14   | 2014년 5월 30일  | 빨간 점, 넌 누구니?       |
| 15   | 2014년 6월 6일   | 알록달록 꾸미기 놀이      |
| 16   | 2014년 6월 13일  | 겁쟁이 반딧불이           |
| 17   | 2014년 6월 20일  | 뼈다귀를 찾아라           |
| 18   | 2014년 6월 27일  | 알록달록 숨바꼭질         |
| 19   | 2014년 7월 4일   | 특별한 거미줄 만들기      |
| 20   | 2014년 7월 11일  | 엉터리 마술사 오손        |
| 21   | 2014년 7월 18일  | 아주 똑같은 풀밭          |
| 22   | 2014년 7월 25일  | 다시 만날 수 있을까       |
| 23   | 2014년 8월 1일   | 사자왕은 외로워           |
| 24   | 2014년 8월 8일   | 에취! 감기 걸린 나무      |
| 25   | 2014년 8월 15일  | 최고의 선물               |
| 26   | 2014년 8월 22일  | 알 찾기 대소동            |
| 27   | 2015년 10월 16일 | 멋진 집이 필요해          |
| 28   | 2015년 10월 22일 | 도토리를 따요             |
| 29   | 2015년 10월 23일 | 벌거숭이 나무를 위하여    |
| 30   | 2015년 10월 29일 | 그림자가 도망갔어요       |
| 31   | 2015년 10월 30일 | 리코의 깜짝 선물          |
| 32   | 2015년 11월 5일  | 이제 곰은 싫어!           |
| 33   | 2015년 11월 6일  | 개구리 잠재우기 대작전    |
| 34   | 2015년 11월 12일 | 타조야 날아라!            |
| 35   | 2015년 11월 13일 | 보비와 비보는 달라요      |
| 36   | 2015년 11월 19일 | 족제비와 향기 목걸이      |
| 37   | 2015년 11월 20일 | 욕심쟁이 원숭이           |
| 38   | 2015년 11월 26일 | 캥거루 월리를 찾아라      |
| 39   | 2015년 11월 27일 | 소중하고 귀한 물          |

### 랄랄라 빠삐에
| 회차 | 방송일           | 부제                     | 커리큘럼                | 음악장르        |
| ---- | ---------------- | ------------------------ | ----------------------- | --------------- |
| 1    | 2014년 9월 5일   | 점이 모이면 무엇이 될까? | 점으로 표현하기         | 스윙            |
| 2    | 2014년 9월 12일  | 선이 춤춰요              | 선으로 표현하기         | 셔플            |
| 3    | 2014년 9월 19일  | 내가 좋아하는 색깔       | 색체표현-색상환         | 브라질리언 라틴 |
| 4    | 2014년 9월 26일  | 알록달록 색깔이 필요해   | 무채색과 유채색         | 보사노바        |
| 5    | 2014년 10월 3일  | 끼리끼리 색깔 친구       | 유사색과 반대색         | 빅밴드 재즈     |
| 6    | 2014년 10월 10일 | 무늬가 좋아              | 무늬 꾸미기-통일과 변화 | 탱고            |
| 7    | 2014년 10월 17일 | 양쪽이 똑같아요          | 대칭                    | 재즈            |
| 8    | 2014년 10월 24일 | 기우뚱 기울지 않게       | 균형                    | 왈츠            |
| 9    | 2014년 10월 31일 | 만약에 소리가보인다면    | 청각의 시각화           | 키즈팝          |
| 10   | 2014년 11월 7일  | 상상해 봐요              | 상상 표현               | 팝 발라드       |
| 11   | 2014년 11월 14일 | 아하! 떠올라요           | 연상 표현               | 뮤지컬          |
| 12   | 2014년 11월 21일 | 자연은 커다란 미술상자   | 자연물을 이용한 만들기  | 쿠반라틴        |
| 13   | 2014년 11월 28일 | 통통 데굴데굴 팔랑       | 움직이는 미술           | 레게            |

## 주제곡
| # | 제목 | 재생 시간 |
| - | ---- | --------- |

가사:
종이는 내 친구
우리들 솜씨 뽐내자
빠삐에 친구들
재밌는 이야기
마음껏 만들어 봐
뭐든지 괜찮아
꽃이랑 나비도 뚝딱
하늘과 바다도 쓱싹
다 함께 만들어 봐
아바 리코 테오
빠삐에 친구들 놀자
우리가 만든 얘기
빠삐에 친구들